# ويس براشاو
ويس براشاو (بالإنجليزية: Wes Bradshaw)‏ هو لاعب كرة قدم أمريكية أمريكي، ولد في 26 نوفمبر 1897 في أثينا في الولايات المتحدة، وتوفي في 10 أبريل 1960.

## وصلات خارجية
- ويس براشاو على موقع مرجع كرة القدم المحترفة.كوم (الإنجليزية)